# La Petite-Fosse
La Petite-Fosse é uma comuna francesa na região administrativa de Grande Leste, no departamento de Vosges. Estende-se por uma área de 5,04 km². Em 2010 a comuna tinha 78 habitantes (densidade: 15,5 hab./km²).